# Górnik Polkowice

Logo von KS Polkowice (2011–2018)

Górnik Polkowice (offiziell Klub Sportowy Górnik Polkowice) ist ein polnischer Fußballklub aus der Stadt Polkowice in der Woiwodschaft Niederschlesien. Der Verein wurde 1947 gegründet.

## Erfolge
- Aufstieg in die Ekstraklasa: 2003
- Viertelfinaleinzug im Polnischen Pokal: 2004
- Halbfinaleinzug im Puchar Ekstraklasy: 2001

## Bilanz

### Ekstraklasa
Górnik Polkowice spielte bisher eine Spielzeit (2003/04) in der Ekstraklasa. Der Verein belegte den zwölften Platz und damit den Relegationsplatz. In der Relegation verlor man jedoch beide Spiele gegen den KS Cracovia mit 0:4 und stieg daher wieder ab.
Górnik Polkowice belegt in der Ewigen Tabelle der Ekstraklasa den 76. Rang (Stand: Saisonende 2018/19).

### 1. Liga
Górnik Polkowice spielte bisher acht Spielzeiten (00/01–02/03, 04/05–06/07, 10/11–11/12) in der zweithöchsten Spielklasse. In der Saison 2002/03 belegte der Verein den ersten Platz und stieg in die Ekstraklasa auf.

## Namensänderungen
- ab 1947 – Klub Sportowy Włókniarz Polkowice
- ab 1951 – Ludowy Zespół Sportowy Polkowice
- ab 1967 – Terenowy Klub Sportowy Górnik Polkowice
- ab ????  – Międzyzakładowy Klub Sportowy Górnik Polkowice
- ab 1998 – KS Górnik Polkowice
- ab 2011 – KS Polkowice
- seit 2018 – KS Górnik Polkowice

## Spieler
- Grzegorz Pater (2004)
- Marek Gancarczyk (2004–2007)
- Janusz Gancarczyk (2006–2007)
- Maciej Szewczyk (2013–2014)